# EnduroSat
EnduroSat ist ein 2015 gegründetes bulgarisches Unternehmen der Raumfahrtindustrie. Gründer und CEO ist Raycho Raychev, das Unternehmen hat über 110 Mitarbeiter.
Kerngeschäft ist die Entwicklung und Herstellung von Nanosatelliten im Cubesat-Format, die ein Gewicht von etwa 1–10 Kilogramm haben. Daneben wird auch andere Hardware für Satelliten, wie z. B. Solarmodule, hergestellt. Des Weiteren werden Dienstleistungen rund um den Betrieb von Satelliten angeboten.
Zu den Investoren gehören Trading 21 sowie Neo Ventures, Freigeist und Imperia Online.

## Produkte
Der wichtigste Geschäftsbereich von EnduroSat ist die Herstellung und der Vertrieb von CubeSats. Diese können über die Website des Unternehmens in einem für online Shops typischen Konfigurator, dem ersten in diesem Industriesegment, selbst zusammengestellt werden. Da die entsprechenden Komponenten ebenfalls auf Standardmodulen basieren, werden die Entwicklungszeiten von individuellen Satellitenlösungen deutlich verkürzt.
Weitere Produkte sind Antennen, Solarmodule, Batterien und andere Energieversorgungssysteme sowie weitere Komponenten für Satelliten.

## Eigene Missionen
EnduroSat One, die erste bulgarische CubeSat-Mission wurde am 21. Mai 2018 mit dem Raumfrachter Cygnus OA-9 zur International Space Station (ISS) transportiert und von der ISS aus ins All ausgesetzt. Die Mission hatte das Ziel, Funkamateure an der Weltraumforschung teilhaben zu lassen sowie die Teilnehmer des bulgarischen Space Challenges Program verschiedener bulgarischer Universitäten in Satellitenkommunikation zu unterrichten.
Im Rahmen sogenannter Shared Satellite Services bietet das Unternehmen an, Kundennutzlasten auf Endurosat-Satelliten ins All zu bringen. Mit dem Start dieser Satelliten wurde der Raumfahrtdienstleister Momentus Space beauftragt. Einer dieser Satelliten dient beispielsweise auch zur Erprobung eines Antriebssystems des südafrikanischen Unternehmens Hypernova Space Technologies. Er wurde im Januar 2023 mit dem Flug Transporter-6 den US-amerikanischen Raketenbetreibers SpaceX gestartet.

## Space Data Gateway
Der Space Data Gateway-Dienst (SDG) soll den Abruf von Raumfahrtdaten über einen standardisierten Cloud-Dienst ermöglichen. Betreiber von Raumfahrtmissionen sollen on-Demand-Konnektivität statt klassischer Bodensegmentlösungen nutzen können, um ihre Missionen zu überwachen. EnduroSat betreibt dieses Projekt zusammen mit aiko. planetek und TechTour. Das Projekt wird durch die EU mit rund 2 Millionen Euro unterstützt.